# Bernard Vitet
Bernard Vitet (26. května 1934 – 3. července 2013) byl americký jazzový trumpetista a hudební skladatel, jeden z prvních freejazzových hudebníků ve Francii. Na počátku padesátých let se věnoval filmu, ale když slyšel Milese Davise, začal se věnovat hudbě. Během své kariéry vystupoval s řadou zahraničních umělců, jako byli například Lester Young, Chet Baker nebo Eric Dolphy.